# Jan-Albert De Bondt
Jan-Albert De Bondt (Gent, 22 augustus 1888 – aldaar, 18 maart 1969) was een Belgisch architect tijdens het Interbellum. Hij deed dienst in de Eerste Wereldoorlog en maakte de Tweede Wereldoorlog mee. Vanaf 1919 tot aan zijn dood was hij actief als architect. In 1921 ontving hij de Prijs van Rome. Zijn werken vertonen invloeden van de Weense architectuur (onder meer van de architect Otto Wagner).

## Biografie

### Leven
Jan-Albert De Bondt was de zoon van François Theodore, een timmerman en lijstenmaker en Julie Marie Magerman, een winkelierster.
Sinds 1908 vervulde hij zijn legerdienst. Bij het uitbreken van de Eerste Wereldoorlog werd hij geplaatst in het 25ste Linieregiment. Op 19 augustus 1914 werd hij gewond en viel in handen van de Duitse bezetter. Nadat hij in het militair ziekenhuis in Leuven verzorgd was, werd hij overgebracht naar het Bruderkrankenhaus in Dortmund, van daaruit werd hij op 28 september overgeplaatst naar het krijgsgevangenenkamp van Soltau. In 1916 werd hij overgeplaatst naar het concentratiekamp van Göttingen waar hij tot in 1917 verbleef tot hij naar Kassel werd overgeplaatst. In 1919 na de wapenstilstand kon hij naar België terugkeren.
Hij huwde de eerste keer op 10 juni 1914 met Alice De Coninck (1891-1914) vlak voor hij zijn legerdienst moest uitvoeren in de Eerste Wereldoorlog. Alice De Coninck stierf in hetzelfde jaar. Uit dit huwelijk werd hij vader van een zoon: Albert. Op 27 maart 1920 hertrouwde hij met Emilie Schutyzer (1892-1962). Joris en Gabriella zijn zijn kinderen uit dit huwelijk.

### Werk
Na zijn lagere school ging Jan-Albert De Bondt, net als een van zijn oudere broers, werken in de constructiewerkhuizen Carels aan het Dok in Gent, waar machines, spoorwegmaterieel en motoren vervaardigd werden. In 1906 schreef hij zich in aan de Koninklijke Academie voor Schone Kunsten in Gent, voor de cursus bouwkunde. Gedurende nagenoeg zijn hele opleiding zat hij in de atelierklas van Oscar Van de Voorde, bij wie hij na zijn laatste jaar ook stage liep op de bouwwerf van de Wereldtentoonstelling van 1913. De Bondt verwierf zijn diploma van bouwmeester in 1912.
Uit mondelinge bron is geweten dat De Bondt in de periode na 1919 als architect heeft meegewerkt aan wederopbouwprojecten in West-Vlaanderen. Tussen de officiële opdrachten door zou hij op de fiets in die streek hebben rondgereden en de boeren hebben geholpen bij de heropbouw van hun geteisterde boerderijen door daarvoor ter plekke de nodige schetsen op papier te zetten.
Bij het begin van 1920 kreeg hij van de samenwerkende vennootschap Uilenspiegel-Elckerlyc de opdracht het 19de-eeuwse pand aan de Korte Kruisstraat in Gent te verbouwen en uit te breiden met een toneelzaal en een foyer. In 1921 kreeg hij ook de kans deel te nemen aan de Groote Staatsprijs van Bouwkunde, beter bekend als de Prijs van Rome waarin hij eindigde als laureaat. Voor deze prijs ontwierp hij een casino met theater en watersportcentrum.
In 1922 en 1923 kreeg hij verscheidene opdrachten voor restauraties en voor de bouw van woningen. Zo restaureerde en breidde hij de Sint-Audomaruskerk in Booitshoeke (Veurne) uit en bouwde hij een winkelpand aan de Diksmuidestraat in het zwaar geteisterde Ieper. In Gent bouwde hij woningen aan de Gordunakaai, aan de Koningin Fabiolalaan en aan de Antwerpsesteenweg in Sint-Amandsberg. De inrichting van Apotheek Palfyn aan het W. Wilsonplein in Gent, dateert vermoedelijk eveneens uit die periode.
Op 22 december 1924 werd Jan-Albert De Bondt aangesteld als leraar in het eerste jaar bouwkunde aan de Koninklijke Academie voor Schone Kunsten van Gent, naast de vaste ateliertitularis, August Desmet. In 1926 werd hij zelf de vaste titularis van het eerste jaar en jaren later werd hij Oscar Van de Voordes assistent in het zevende jaar vooraleer hem in 1935 als eerste leraar van de afdeling Bouwkunde op te volgen.
Van 1925 af is een evolutie in zijn werk waar te nemen. Aanvankelijk sloot hij stilistisch resoluut aan bij de expressionisten van de Amsterdamse School. Van 1930 af evolueerde hij naar de orthogonale, kubistische stijl van de Nederlander Willem Dudok, ook wel romantisch kubisme genoemd.
In 1925 kreeg De Bondt zijn eerste opdracht van de Handelsbank in Gent. Voor het hoofdgebouw aan de Kalandeberg, een eind-19de-eeuws herenhuis, ontwierp hij een zeshoekige hal met loketten en kofferzaal, afgedekt door een tentvormige koepel. Daarna volgde de bouw van de filialen in Dendermonde (1926) en in Oudenaarde (1927) en de interieuraanpassingen van de filialen in andere steden. Eind 1926 ontwierp hij het nieuwe fabrieksgebouw van Mercator, een rechthoekig gebouw van drie bouwlagen onder een plat dak met aan elke zijde gevelhoge glaswanden, z.g. gordijngevels, aansluitend bij de vernieuwende impuls die uitging van de industriële vormgeving van de Deutscher Werkbund. Begin 1927 bouwde hij de villa's van de gebroeders Louis en Leon Verbreyt aan de Nijverheidsstraat en aan de Spoorweglaan in Sint-Niklaas in een uitgesproken expressionistische baksteenstijl. Voor de binneninrichting werkte hij nauw samen met de gerenommeerde Kortrijkse Kunstwerkstede Gebroeders De Coene. Halfweg 1928 kocht hij een bouwperceel op de hoek van de Krijgslaan en de Vaderlandstraat in Gent waarop hij zijn eigen villa bouwde (Villa De Bondt). Ook het huis van de beeldhouwer Leon Sarteel, naast het zijne, is van zijn hand.
In 1930 werd De Bondt aangetrokken als hoofdarchitect van de Gentse Elektriciteitsmaatschappij. In die functie bouwde hij woningen voor de meestergasten in de Bomastraat, verbouwde en breidde hij het elektriciteitsstation in die straat uit en bouwde hij nieuwe onderstations.
Intussen ontwierp De Bondt ook nog privéwoningen, zoals dat voor dokter Frans Daels aan de Sint-Pietersnieuwstraat in Gent en diens buitenverblijf in Knokke, het huis voor zijn neef aan de IJzerlaan in Diksmuide en de ruime villa voor de heer J. Desplanques, directeur van de Gentse Elektriciteitsmaatschappij, in Asse. In 1936 vroeg dokter Daels, voorzitter van het IJzerbedevaartcomité, hem een museum met bedevaarthuis te bouwen in Diksmuide, waarvoor hij verscheidene ontwerpen maakte. Ook kreeg hij de opdracht een crypte te bouwen onder de IJzertoren. In september 1939 werd hij aangesteld als dienstdoende directeur van de Koninklijke Academie van Gent en in februari 1941 vast benoemd als directeur. Hierdoor werd hij beschuldigd van collaboratie en werd hij uit zijn ambt ontzet in 1946. Ondanks de vrijspraak heeft het zijn carrière totaal vernietigd. Architect De Bondt zijn ontgoocheling was zo groot dat hij nooit eerherstel heeft willen aanvragen. Zijn archief werd na zijn dood verbrand in 1969. Jan Albert De Bondt kan beschouwd worden als één van de belangrijkste architecten van het Interbellum.

## Werken
Enkele realisaties van De Bondt zijn:
- Elektrisch Onderstation (Kattenberg, Gent)
- Elektrisch Onderstation (Klapeksterstraat, Gent)
- Elektrisch Onderstation (Jan Van Stopenberghestraat, Gent)
- Elektrisch Onderstation (Gebroeders De Smetstraat, Gent)
- Elektrisch Onderstation (Nieuwewandeling 2b, Gent), geklasseerd als monument en gerestaureerd in 2010 door arch. W. De Beus en arch. P. Lefebure
- Fabriek Verbreyt (De Glazen Kast) (Nijverheidsstraat, Sint-Niklaas), ontwerp won gouden medaille op wereldtentoonstelling van 1939 in New York
- Handelsbank (Kalandeberg 1, Gent)
- Kantoren van de elektrische centrale (Bomastraat, Gent)
- Transformatorhuis van La Lys (verbouwd in 2010 tot restaurant Volta)
- Villa Louis Verbreyt (Nijverheidstraat 50, Sint-Niklaas)
- Villa Leon Verbreyt (Spoorweglaan 36, Sint-Niklaas)
- Villa De Bondt in het Miljoenenkwartier (Krijgslaan 124, Gent)

## Galerij

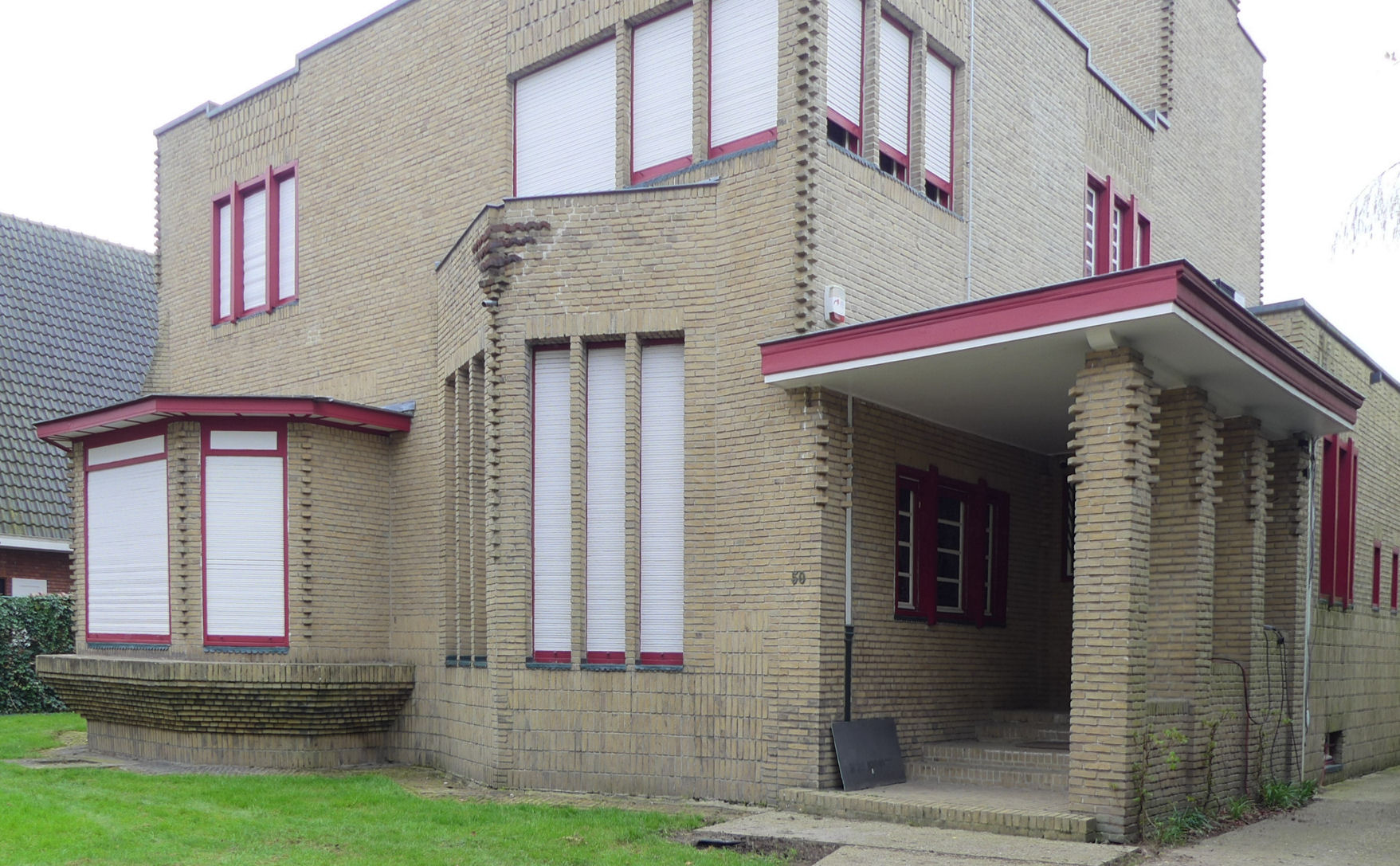
Villa Louis Verbreyt, Sint-Niklaas.
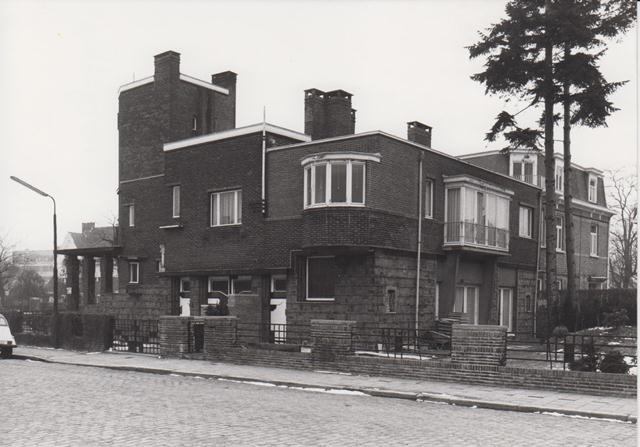
Villa De Bondt (Gent)
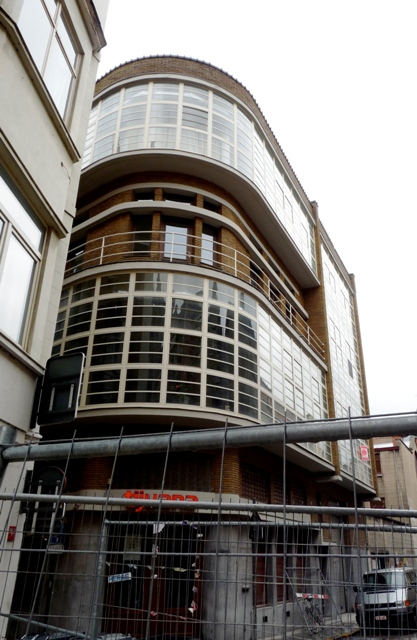
Bijschrift2
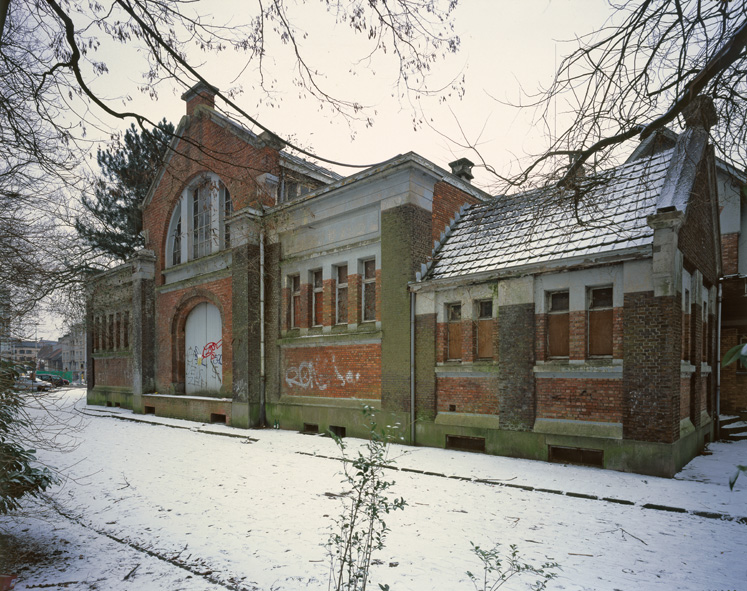
Transfo-station Nieuwe wandeling (Gent)
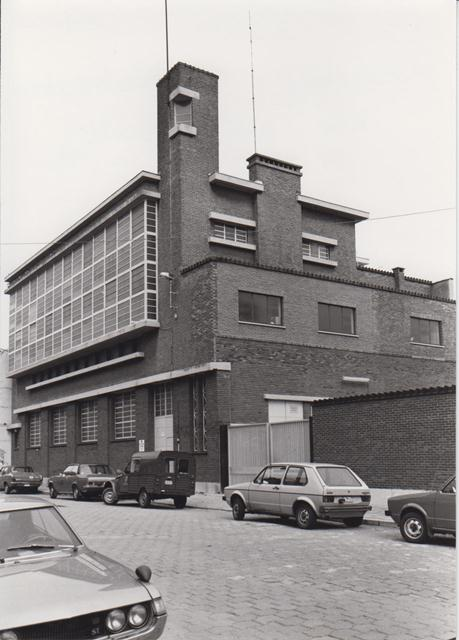
Onder-station Katteneberg (Gent)
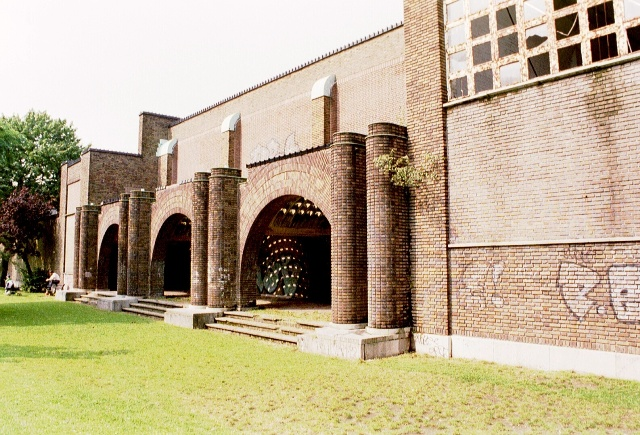
Onderstation Gebroeders De Smetstraat (Gent)
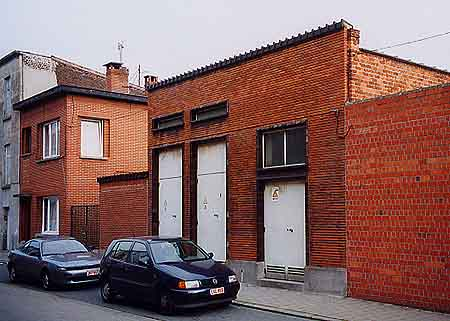
Cabine Kapeksterstraat (Gent)